# Oxytate parallela
Oxytate parallela är en spindelart som först beskrevs av Simon 1880.  Oxytate parallela ingår i släktet Oxytate och familjen krabbspindlar. Inga underarter finns listade i Catalogue of Life.